# 渡邊武一郎
渡邊 武一郎（わたなべ ぶいちろう、1967年 - ）は、日本の文化人類学者、仏教学者、中国哲学・インド哲学・宗教学者 、日本大学国際関係学部教授。

## 来歴
茨城県出身。1989年、日本大学国際関係学部国際文化学科（現・国際教養学科）卒業。1999年、ニューヨーク州立大学ストニーブルック校大学院人類学科より文化人類学博士（人類学）。
1999年4月から日本大学国際関係学部講師（専任扱い）、2000年4月から同専任講師、2003年4月から同助教授、2009年4月から同教授。
日本大学大学院国際関係研究科教授（博士学位論文指導担当）。2014年4月より日本大学国際関係学部長、大学院国際関係研究科長、学校法人日本大学理事。

## 研究

### 博士論文
1999年5月、学位論文「“Attaining Enlightenment with this Body”: Primacy of Practice in Shingon Buddhism at Mount Koya, Japan」により、ニューヨーク州立大学ストーニーブルック校から文化人類学博士（人類学）の学位を取得した。
この論文は、渡邊による「真言密教の教理と実践における文化人類学的研究 」の全体をなすものである。

### 国際関係学部紀要に掲載された論文(1999-2013）
渡邊は、1999年7月以降、「真言密教の教理と実践における文化人類学的研究 」に関する論文を発表し、日本大学国際関係学部の「紀要」である『国際関係研究年報』及び『国際関係研究』に掲載している。
研究データベースのデータと実際の論文タイトルの不整合
渡邊が発表した論文は、日本大学「研究者情報」や国立情報学研究所「CiNii Articles」で検索可能であるが、「紀要」に掲載された論文タイトル及び論文が英文で書かれているにもかかわらず、日本文で表示されるものが複数含まれている。

### その他の論文
渡邊は、日本大学「少子高齢化と社会保護政策」研究会のメンバーとなり、2009年9月に発行された同研究会の報告書『地球規模の少子高齢化と社会保護政策への提言』に論文を掲載している。なお、本研究は、日本大学学術研究助成金［総合研究］により実施された。

## 著作

### 著書
- Globalization Redux – New Name, Same Game -＜共著＞[7][8][9], University Press of America, 2004.5
  - セント・ノーバート大学（英語版）で開催された2011年に開催された日本大学とセント・ノーバート大学との共同シンポジウムにおける発表論文が収録されている。

- 『異文化間結婚ー境界を越える試み』＜共著＞「第10章　ヒンドュー合同家族におけるイギリス人と北アメリカ人の義理の妹」[10] 新泉社、2005.4
  - 渡邊は、第10章で翻訳を行っている。

- Attaining Enlightenment with This Body: Shingon Buddhism＜単著＞[11][12][13][14] 朝日出版社、2008.3.15
  - 事実上、博士論文を著書として出版したものである。

- 『祈りと癒し-フィリピン低地キリスト教徒の信仰と実践』[15][16][17][18]「＜単著＞ Kindle Direct Publishing, 2013.4
  - 渡邊は、2013年4月に「フィリピンの民俗医療についての文化人類学的研究」の初成果として本書を電子出版した。

### 論文
- "Attaining Enlightenment with this Body" - Primacy of practice in Shingon Buddhism at Mount Koya＜単著＞　博士論文 1999.5
- A Note on Sociocultural Anthropology of Japan and Buddhism - Etic and Emic Perspectives -＜単著＞[19][20][21]、『国際関係研究』第20巻第1号、日本大学国際関係学部　国際関係研究所、1999.7
- Pilgrimage at Mount Koya - Three Dimensional Mandala in Practice -＜単著＞ [22][23][24], 『国際関係研究』第20巻第2号、日本大学国際関係学部　国際関係研究所、1999.12
- Attaining Enlightenment with this Body – The Metaphysical Teachings that Explain Shingon Buddhism’s Bodily Enlightenment -＜単著＞[25][26][27]、『国際関係研究年報』第21集、日本大学国際関係学部、2000.2
- Life History of Kukai and Bodily Enlightenment＜単著＞ [28][29]、『国際関係研究』第21巻第1号、日本大学国際関係学部　国際関係研究所、2000.7
- The Religious Practices of a Shingon Monk: Pedagogy and Practice＜単著＞[30][31]、『国際関係研究』第21巻第4号、日本大学国際関係学部　国際関係研究所、2001.2
- Shingon Religious Practices and Bodily Enlightenment＜単著＞[32][33]、『国際関係研究』第22巻第1号、日本大学国際関係学部　国際関係研究所、2001.7
- Anthropology of the Body and Shingon Bodily Enlightenment＜単著＞[34][35]、『国際関係研究』第22巻第3号、日本大学国際関係学部　国際関係研究所、2001.12
- The Veneration of Kukai and Shingon Bodily Enlightenment＜単著＞[36]、『国際関係研究年報』第24集、日本大学国際関係学部、2003.2
- Problems of Culture and Civilization in the Age of Globalization＜共著＞[37][38][39]、『国際関係研究』第25巻第4号、日本大学国際関係学部　国際関係研究所、2005.2
- The Veneration of Kukai and Lay Religious Practices - Cases of the Elderly＜単著＞[40][41][42]『地球規模の少子高齢化と社会保護政策への提言』[43][44]、日本大学「少子高齢化と社会保護政策」研究会[45]、2009.9
- 「即身成仏再考－身体知から見た真言密教（序）」＜単著＞[46][47][48]、『国際関係研究年報』[49][50]第34集、日本大学国際関係学部、2013.2

## 社会的活動
- 一般社団法人山田顕義記念基金 理事[51]
- ミシマ エム・リーグ サポーター[52]